# Javier Zarzalejos
Francisco Javier Zarzalejos Nieto (ur. 6 czerwca 1960 w Bilbao) – hiszpański prawnik, urzędnik państwowy i polityk, w latach 1996–2004 sekretarz generalny hiszpańskiego rządu, poseł do Parlamentu Europejskiego IX i X kadencji.

## Życiorys
Ukończył studia prawnicze na Universidad de Deusto. W 1984 został urzędnikiem służby cywilnej w ramach korpusu Cuerpo Superior de Administradores Civiles del Estado. Był m.in. zastępcą sekretarza organu doradczego Consejo Hispano-Norteamericano, zastępcą dyrektora generalnego przy rzeczniku prasowym rządu i radcą w ambasadzie Hiszpanii w Wielkiej Brytanii. Bliski współpracownik José Maríi Aznara z Partii Ludowej. Gdy ten w latach 1996–2004 przez dwie kadencje sprawował urząd premiera, Javier Zarzalejos pełnił funkcję sekretarza generalnego hiszpańskiego rządu. W 1999 był jednym z rządowych delegatów do prowadzenia w Zurychu rozmów z przedstawicielami terrorystycznej organizacji ETA.
Autor publikacji poświęconych analizom politycznym, organizacji terytorialnej państwa i terroryzmowi. Od 2004 związany z FAES, think tankiem współpracującym z Partią Ludową. Objął wówczas funkcję dyrektora działu spraw konstytucyjnych i instytucjonalnych, a także redaktora periodyku „Cuadernos de Pensamiento Político”. Od 2012 był sekretarzem generalnym tej organizacji, następnie powołano go na dyrektora fundacji. W wyborach w 2019 uzyskał mandat eurodeputowanego IX kadencji. Z powodzeniem ubiegał się o reelekcję w wyborach do PE w 2024.

## Odznaczenia
Odznaczony Krzyżem Wielkim Orderu Izabeli Katolickiej (2004).